# Canó sense retrocés M40
El canó sense retrocés M40 és un model d'artilleria lleugera estatunidenca, portàtil i dissenyada originalment com a arma antitancs.
És utilitzat per Austràlia, Bangladesh, Brasil, Cambodja, Canadà, Xile, Colòmbia, Xipre, Djibouti, Egipte, Equador, El Salvador, Estònia, Grècia, Hondures, Índia, Iran, Israel, Itàlia, Japó, Jordània, Líban, Líbia, Luxemburg, Malàisia, Mèxic, Marroc, Myanmar, Nova Zelanda, Nicaragua, Pakistan, Filipines, Portugal, Sud-àfrica, Corea del Sud, Suïssa, Síria, Taiwan, Tailàndia, Tunísia, Turquia, Uruguai, Estats Units, Veneçuela, Vietnam, República Dominicana i Zimbàbue.

## Galeria

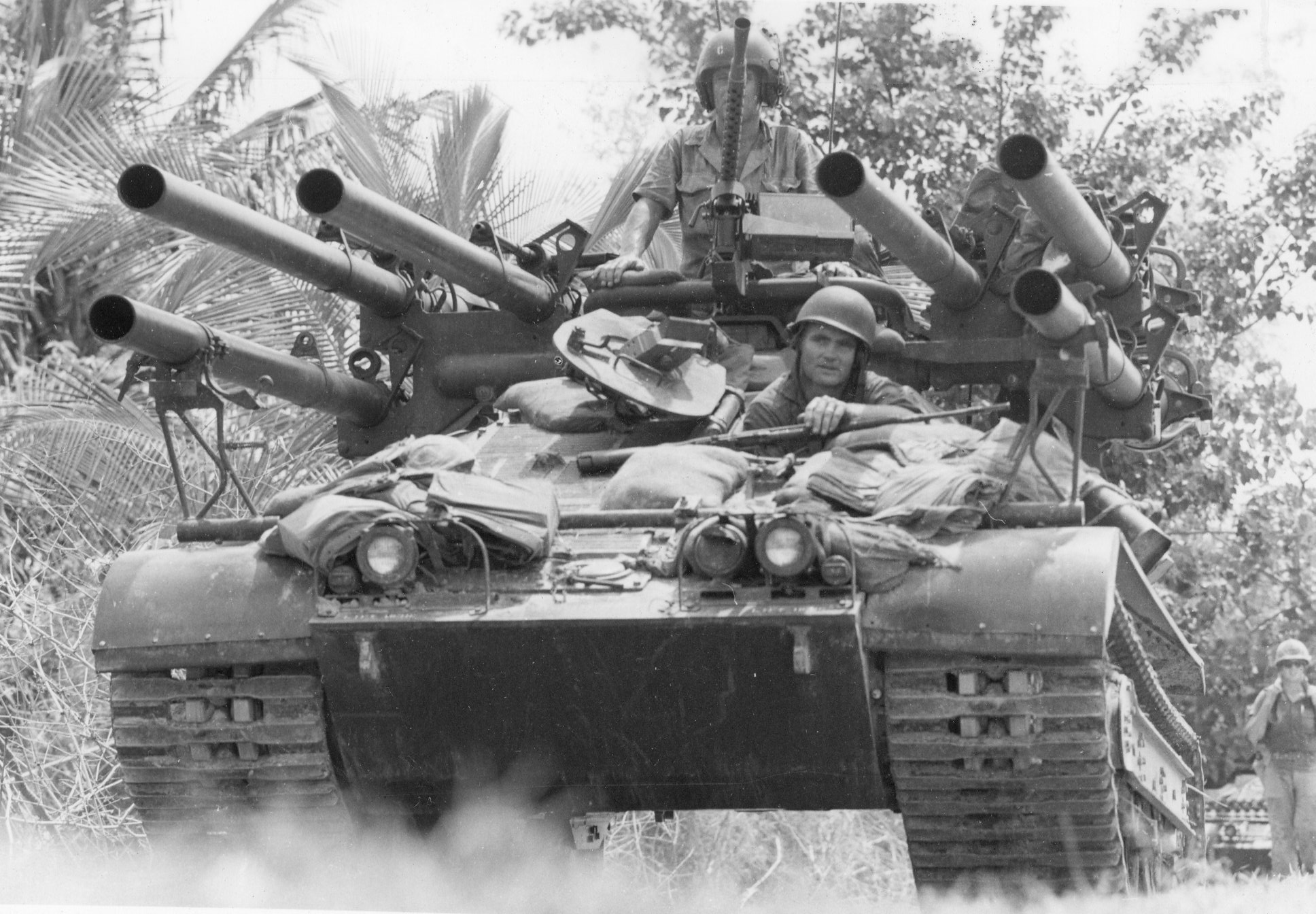
Tanqueta M50 Ontos armada amb 6 M40
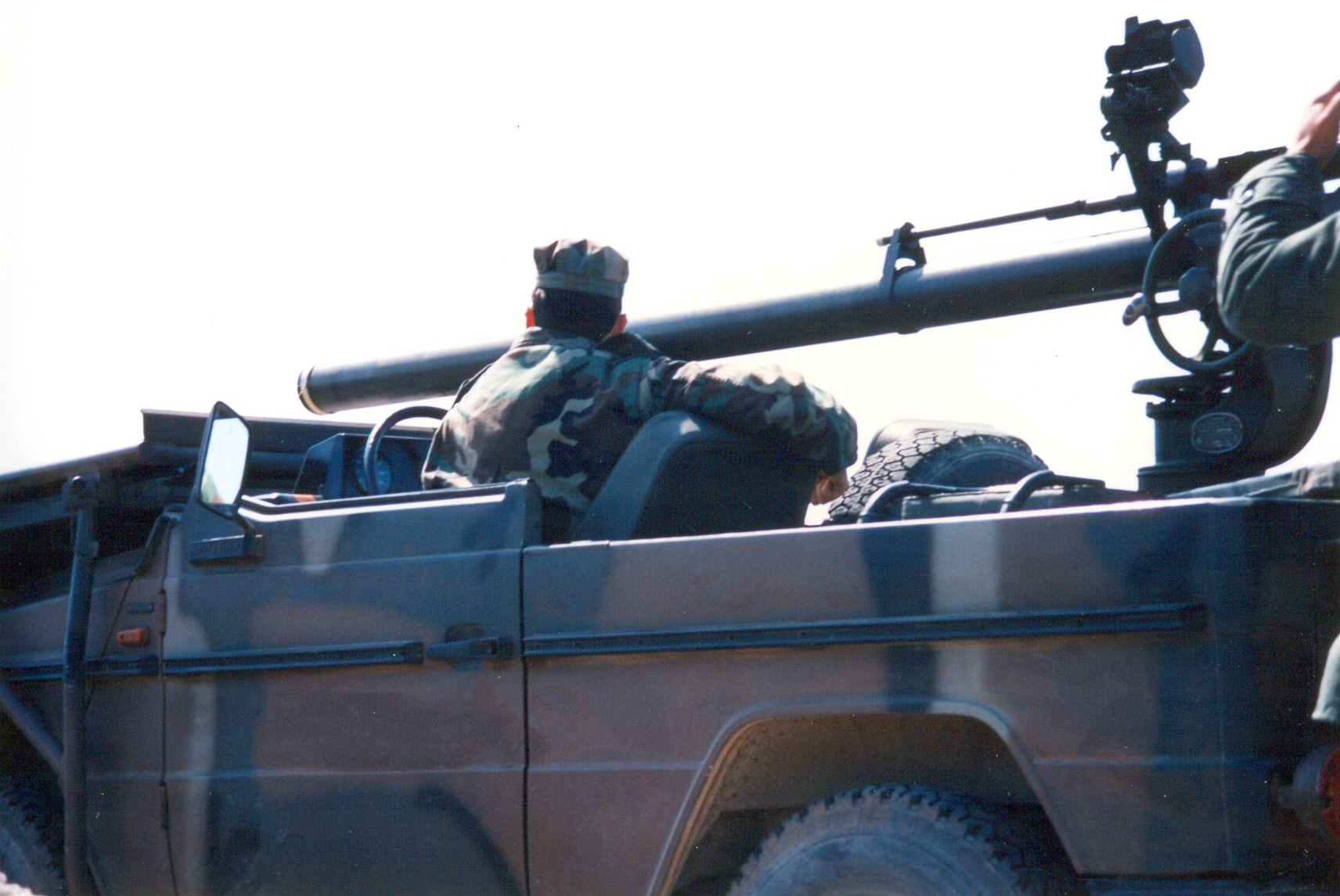
Disparant l'M40 muntant en un Mercedes 240G
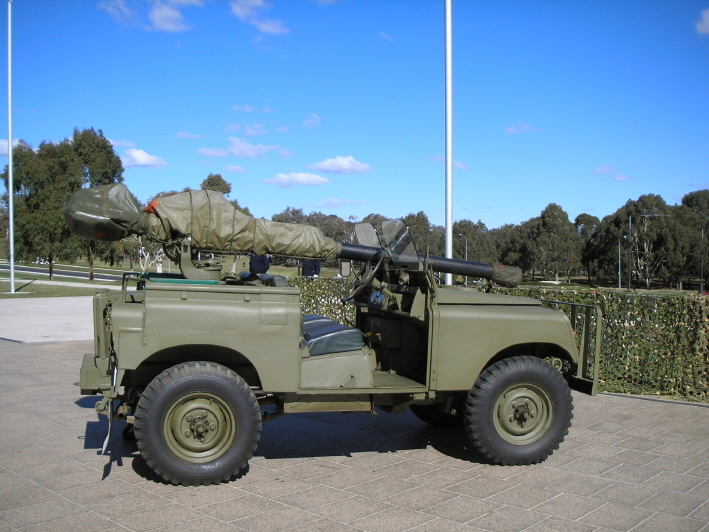
Un M40 australià muntant en un Land Rover, Australian War Memorial
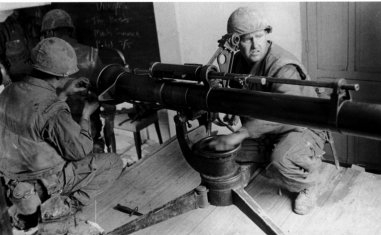
Marines dels Estats Units operant un M40 a la Batalla de Hue, durant la Guerra del Vietnam